# Want You Back
«Want You Back» es una canción de la banda australiana de pop rock 5 Seconds of Summer. La canción fue lanzada a través de Capitol Recordsel el 22 de febrero de 2018, como el primer sencillo de su tercer álbum de estudio Youngblood. La pista fue escrita por Luke Hemmings, Calum Hood, Ashton Irwin, Asia Whiteacre, Andrew Goldstein, Jacob Kasher y Steve Mac.

## Antecedentes y lanzamiento
Michael Clifford guitarrista de la banda habló sobre el tercer álbum y el próximo sencillo en una entrevista con Billboard en diciembre de 2017, comentando que: «Estamos en un punto en el que estamos casi listos para lanzar nuestro primer sencillo».
El 16 de febrero de 2018, la banda publicó una imagen en blanco y negro con todos los miembros en sus redes sociales, insinuando nuevos lanzamientos. También se dieron detalles de las letras de la canción y publicaron un GIF con la frase «Want You Back». La canción se anunció oficialmente el 19 de febrero de 2018, junto con su fecha de lanzamiento, portada y un breve fragmento de audio. La canción fue lanzada junto con el anuncio de sus fechas promocionales de la gira 5SOS III Tour.
LLa pista fue escrita por Luke Hemmings, Calum Hood, Ashton Irwin, Asia Whiteacre, Andrew Goldstein, Jacob Kasher y Steve Mac, mientras que la producción fue llevada a cabo por Andrew Wells y Andrew Goldstein.

## Recepción y crítica
Madeline Roth de MTV News declaró que la canción "marca una gran desviación de las estridentes raíces pop-punk de la banda". Encontró que la banda "optó por un sonido pop pulido". Althea Legaspi de Rolling Stone lo consideró como "una canción con sabor a pop que refleja un amor perdido y captura el anhelo que a menudo sigue a una ruptura". Hugh McIntyre de Forbes encontró la canción "sorprendentemente pulida, especialmente para una banda que ha promovido una narrativa de ser rockeros ruidosos", considerando que la canción era "más madura".
Mike Wass, de Idolator, escribió que la banda ha abandonado "el pop / punk de sus dos primeros álbumes y se sumerge de cabeza en el pop y amigable para la radio. Rania Aniftos de Billboard lo consideró una "canción pop de disculpa" y una "melodía optimista de sintetizador". Nicole Mastrogiannis de iHeartRadio opinó que "da un paso atrás de las vibraciones pop / punk distintivas de 5SOS" y "representa un poco más el lado pop de los chicos".

## Vídeo musical
El video musical se lanzó el 27 de marzo de 2018. Presenta a los miembros de la banda actuando en un colorido set de una habitación, que representa un escenario donde las reglas de gravedad no se aplican. Los muebles se pueden ver fijos a las paredes y al techo mientras los miembros de la banda permanecen en el suelo mientras cantan y tocan sus instrumentos. En algunas tomas, parecen estar caminando y sentados en las paredes y el techo. El video muestra principalmente tomas de la sala completa del set y algunas tomas de primer plano de los miembros de la banda.

## Presentaciones en vivo
El 11 de abril de 2018, la banda interpretó la canción en vivo en The Tonight Show Starring Jimmy Fallon. También cantaron el sencillo en The Voice (temporada 14 de EE. UU.) el día 8 de mayo.

## Lista de ediciones
Versión estándar

| N.º | Título          | Duración |  |
| 1.  | «Want You Back» | 2:53     |  |

Versión acústica

| N.º | Título          | Duración |  |
| 1.  | «Want You Back» | 2:39     |  |

Tritonal remix

| N.º | Título                           | Duración |  |
| 1.  | «Want You Back» (Tritonal Remix) | 3:26     |  |

## Créditos y personal
Créditos adaptados de Genius.
- Calum Hood - composición, voz, bajo
- Ashton Irwin - composiciones, voces
- Luke Hemmings - composiciones, voces, guitarra rítmica
- Michael Clifford - guitarra solista, voz

- Asia Whiteacre - composición
- Andrew Goldstein - composición, producción, ingeniería, voz, teclado, edición, guitarra, programación, voces adicionales
- Jacob Kasher Hindlin - composición
- Steve Mac - composición
- Andrew Wells - producción, ingeniería, teclado, edición, guitarra, programación

- Chris Gehringer - maestro de ingeniería
- Michael Freeman - asistencia de mezcla
- Spike Stent - mezcla

## Posicionamiento en listas
| Listas (2018-2019)                        | Mejor posición |
| ----------------------------------------- | -------------- |
| Alemania (Official German Charts)         | 82             |
| Australia (ARIA)                          | 32             |
| Austria (Ö3 Austria Top 40)               | 50             |
| Bélgica (Ultratop) Flanders               | 4              |
| Bélgica (Ultratop) Wallonia               | 5              |
| Canadá (Canadian Hot 100)                 | 57             |
| Escocia (Official Charts Company)         | 16             |
| Eslovaquia (Singles Digitál Top 100)      | 55             |
| Estados Unidos (Billboard Hot 100)        | 61             |
| Estados Unidos (Mainstream Top 40)        | 23             |
| Grecia (International Digital Singles)    | 54             |
| Hungría (Rádiós Top 40)                   | 36             |
| Hungría (Single Top 40)                   | 30             |
| Hungría (Stream Top 40)                   | 29             |
| Irlanda (IRMA)                            | 26             |
| Italia (FIMI)                             | 44             |
| Nueva Zelanda Hot Singles (RMNZ)          | 1              |
| Portugal (AFP)                            | 57             |
| Reino Unido (UK Singles Chart)            | 22             |
| República Checa (Rádio Top 100)           | 37             |
| República Checa (Singles Digitál Top 100) | 54             |
| Suecia (Sverigetopplistan)                | 54             |
| Suiza (Schweizer Hitparade)               | 56             |

## Certificaciones
| País (organismo certificador) | Certificación | Unidades certificadas |
| ----------------------------- | ------------- | --------------------- |
| Australia (ARIA)              | Platino       | 70 000                |
| Canadá (Music Canada)         | Oro           | 40 000                |
| Estados Unidos (RIAA)         | Oro           | 500 000               |
| Reino Unido (BPI)             | Plata         | 200 000               |